# Бентон (Мисури)
Бентон (енгл. Benton) град је у америчкој савезној држави Мисури.

## Демографија
По попису из 2010. године број становника је 863, што је 131 (17,9%) становника више него 2000. године.
| Група             | 2000.       | 2010.       |
| Белци             | 705 (96,3%) | 800 (92,7%) |
| Афроамериканци    | 15 (2,0%)   | 42 (4,9%)   |
| Азијати           | 0 (0,0%)    | 0 (0,0%)    |
| Хиспаноамериканци | 9 (1,2%)    | 13 (1,5%)   |
| Укупно            | 732         | 863         |